# Posadaea sphaerocarpa
Posadaea sphaerocarpa là một loài thực vật có hoa trong họ Cucurbitaceae. Loài này được Cogn. miêu tả khoa học đầu tiên năm 1890.